# Vayres (Gironde)
Vayres település Franciaországban, Gironde megyében. Lakosainak száma 4414 fő (2022. január 1.). Vayres Izon, Arveyres, Beychac-et-Caillau, Fronsac, Saint-Germain-du-Puch, Saint-Michel-de-Fronsac és Saint-Sulpice-et-Cameyrac községekkel határos.

## Népesség
A település népessége az elmúlt években az alábbi módon változott:
| Lakosok száma | 1845 | 2361 | 2491 | 3149 | 3595 | 3765 | 3956 | 4123 | 4177 | 4414 |
|               | 1968 | 1982 | 1990 | 2006 | 2013 | 2015 | 2017 | 2019 | 2020 | 2022 |